# Kyōgoku Takamichi
Kyōgoku Takamichi est un nom japonais traditionnel ; le nom de famille (ou le nom d'école), Kyōgoku, précède donc le prénom (ou le nom d'artiste).
Kyōgoku Takamichi (京極高通, 1603-1666), fils de Kuchiki Tanetsuna, est un daimyo du début de l'époque d'Edo à la tête du domaine de Mineyama situé dans la province de Tango.